# Piwa bul
Pour plus de détails, voir Fiche technique et Distribution.
Piwa bul (피와 불, littéralement « sang et feu ») est un film sud-coréen réalisé par Wan Sun-woo, sorti en 1991.

## Synopsis
Après l'armistice de Panmunjeom, Jeong Sa-yong se retrouve bloqué en Corée du Nord. Il épouse une actrice, Choi Young-sil, et s'accommode de la situation. Mais les autorités apprennent que l'oncle de Sa-yong est élu au parlement sud-coréen et décident de le former comme espion.

## Fiche technique
- Titre : Piwa bul
- Titre original : 피와 불
- Réalisation : Wan Sun-woo
- Scénario : Hong Guk-tae
- Musique : Jeong Il-nam
- Photographie : Kwon Jae-hong
- Montage : Park Sun-duk
- Société de production : Korean Literary Productions
- Pays :  Corée du Sud
- Genre : Drame et espionnage
- Durée : 115 minutes
- Dates de sortie : 
  -  Corée du Sud : 21 décembre 1991

## Distribution
- Jeon Moo-song : Kim Gyeong-cheol
- Park Geun-hyeong : Jeong Sa-yong
- Lee Hye-yeong : Choi Young-sil
- Kim Young-ae : Lee Jeong-seon
- Kim Gil-ho : Jeong Hee-seong
- Kim Nam-il : Jeong Sa-seong
- Yang Taek-jo : le neveu de Jang
- Shin Goo : le directeur
- Jang In-han : Lee Seon-geun

## Distinctions

### Prix
- 36e Festival du film Asie-Pacifique : Prix du meilleur scénario[1]

### Nominations
- Blue Dragon Film Award du meilleur réalisateur
- Baeksang Arts Award de la meilleure musique[1]
- Korean Association of Film Critics Award de la meilleure musique[2]